# 下町兄弟
下町兄弟（したまちきょうだい）は、日本のラップユニット。
ユニットではあるが中心人物のBANANA ICE（工藤玄実）が実質的に下町兄弟そのものである。名前は彼が東京の下町で育ったことから付けられた。下町の物事につっこみを入れていくような歌詞が特徴。

## 経歴
1982年 地元錦糸町で結成したバンド Bananavender & The Jungle Fiveが前身。1983年渋谷ライブインでデビュー。当時ラップを聴いた客から「あの人何？ バナナの叩き売り？」の声からBananavenderを名乗ったとされる。
MCSF（マツダカレッジサウンドフェスティバル）決戦大会（渋谷公会堂） 出場。
下町兄弟としては1992年に結成。BANANA ICEは1989年にバナナベンダーズとしてフジテレビ「ひらけ!ポンキッキ」内で「みんなであそぼうどうぶつかぞく」を歌っていたが、再編成した。同時に自分で作ったものは自分で宣伝し自分で売るをモットーに工藤玄実の名でインディーズレーベルSHIBAURA RECORDSを設立。
バブル全盛期巨大ディスコジュリアナ東京で初めてプレイされた日本語ラップ曲が「結婚しないシンドローム」「BODYCOM」として話題となり
USENフレッシュ・ミュージシャン・コンテストでグランプリを受賞、有線放送で「BODYCOM」がヘヴィ・ローテションされる。
1993年、クラウンレコードより「酔っぱらってホテルでH」がシングルリリースとなり話題となる。
SNOW来日公演でのオープニング・アクトを務める。
1994年、「パリッ！とオバさん」がFM802の深夜番組で取り上げられてブレイク。インディーズながらもヘビーローテションされ10万枚のヒットを作る。翌年、『伊集院光 深夜の馬鹿力』のテーマ曲を手がけている。
1995年にはYo!suke Ito vs.下町兄弟、笹本安詞≒下町兄弟などの名義でメジャーデビュー。『ミモザの咲く頃』は松竹映画『サラリーマン専科』の主題歌としても使用される。以降、順調にヒットを飛ばしている。プロデューサーとしても幅広い活動がある。
1997年『Sista Pants』はTBSラジオ月間推薦曲に選ばれヘビーローテーションされる。民放ラジオ共同制作、「ゆく年くる年」のテーマソングを手掛ける。
『ビーストウォーズ』、『劇場版 とっとこハム太郎 ハムハムランド大冒険』、劇場版『ドラえもん』『ドンキーコング』といった、アニメのテーマ音楽も数多く手がけている。また、BANANA ICE自身が声優として参加している作品もある。
音楽ライター島田奈央子のサポート役でMBSラジオ『オレたちXXXやってます」のパーソナリティをつとめる。
2003年、KONISHIKI、大西亜里、Joy倶楽部等と共にチャリティーコンサート『花キューピット50周年ジョイフルコンサート』全国ツアーに参加。
2004年、舞台『百年の孤独〜heart of gold』（パパ・タラフマラ）にパフォーマー／ラッパーとして出演。
TBS系ドラマ『ブラックジャックをよろしく』、NTV系ドラマ『光とともに』、MBS系アニメ『バスカッシュ』に挿入歌として起用され、それぞれサントラにも収録されている。
2008〜2013年レインボータウンFMのパーソナリティとして「Old School Jam」（土曜16〜17時）のDJを務める。
2008年北京オリンピックへ向け中国人アーティストの呼びかけで世界中（アメリカ／コスタリカ／チリ／中国／ロシア／南アフリカ／ボスニア／オーストラリア）のラッパーが集結して完成した曲「1」に日本を代表して参加としている。
2009年、ビクターエンタテインメントと配信独占契約を結び、全ての楽曲をインターネットでも聞けるようになる。
2016年、ビーストウォーズ生誕20周年イベントに出演。
J-WAVEのGROOVE LINE→GROOVE LINE ZのMix Machineのコーナーでピストン西沢がよくリミックス中に曲を挿入する。
2021年、結成30周年を記念してオリジナル・メンバーであるHit’C / MOTOMY がリユニオン。楽曲「Lifetime」は無料ダウンロードとカセットテープとして発売される。

## ディスコグラフィ
12inch single
[ TSR-001 ]
結婚しないシンドローム（MOTOMY/Hit'C）
[ TSR-002 ]
勝手にHappy Birthday（MOTOMY/Hit'C）
[ TSR-003 ]
BODYCOM（MOTOMY/Hit'C）
[ TSR-004 ]
パリッ!とオバさん c/wCountry Boy（BANANA ICE）
[ TSR-005 ]
グリグリおじさん c/w恋した彼女は霊感師（BANANA ICE）
[ TSR-006 ]
Hange c/wビックリ!あべさん(BANANA ICE）

CD
[ TSR-100 ] RAPP!! 1992
1. Downtown Party (MOTOMNY/Hit'C)
2. 結婚しないシンドローム (MOTOMY/Hit'C)
3. BODYCOM (MOTOMY/Hit'C)
4. 男と女はアカの他人 (MOTOMY/Hit'C)
5. 勝手にHAPPY BIRTHDAY (MOTOMY/Hit'C)
6. Silent Night〜Christmas For You (MOTOMY/Hit'C)
7. 結婚しないシンドローム（Inst）
8. BODYCOM（Inst）

[ TSR-101 ] パリッ!とオバさん 1994
1. パリッ！とオバさん（originaldowntown version)
2. パリッ！とオバさん（compy punky version)
3. パリッ！とオバさん（downtown karaoke)
4. パリッ！とオバさん(over the sun mix)
5. Country Boy（original downtown version)
6. Country Boy(Funky Bap Mix)
7. Country Boy(downtown karaoke)
8. Country Boy(acoustic twilight version)

All Songs composed by BANANA ICE
[ TSR-102 ] グリグリおじさん 1995
1. グリグリおじさん（original downtown version)
2. グリグリおじさん（Street Junk Mix)
3. グリグリおじさん（downtown karaoke）
4. グリグリおじさん（O.G.THANX MIX)
5. 恋した彼女は霊感師（original downtown version)
6. 恋した彼女は霊感師(underground human mix)
7. 恋した彼女は霊感師(downtown karaoke)
8. 恋した彼女は霊感師(Boom Bap Mix)

All songs composed by BANANA ICE
[ TSR-103 ] 牡丹橋 1996
1. 牡丹橋（original downtown mix)
2. 牡丹橋（downtown karaoke)
3. 牡丹橋(a cappella)
4. はめられた（original downtown mix)
5. はめられた(Nothin' Smoove mix)
6. はめられた（instrumental)
7. 加藤君はいいかげん（original downtown mix)
8. 加藤君はいいかげん(downtown karaoke)

All songs composed by BANANA ICE
[ TSR-104 ] SISTA PANTS 1997
1. SISTA PANTS（original downtown mix)
2. SISTA PANTS(downtown karaoke)
3. SISTA PANTS(jazzy daddy mix)
4. SISTA PANTS(jazzy daddy instrumental mix)
5. オマエ言えよ！（original downtown mix)
6. オマエ言えよ！(downtown karaoke)
7. オマエ言えよ！(Stay real jam mix)
8. オマエ言えよ！(Stay real jam instrumental mix)

All songs composed by BANANA ICE
[ TSR-105 ] 東京地盤沈下 1998
1. 東京地盤沈下
2. きになりだしたらとまらない
3. 仕事やりたくない
4. 酔っぱらってホテルでMAMBO!
5. おくれちゃった～衰退途上国
6. NO MESSAGE
7. DOWNTOWN MEGA-MIX feat.DJ MAKOTO

All songs composed by BANANA ICE
[ TSR-106 ] Hange 1998
1. HANGE（original downtown mix)
2. HANGE（downtown karaoke)
3. ビックリ！あべさん（original downtown mix)
4. ビックリ！あべさん（downtown karaoke)

All songs composed by BANANA ICE
[ TSR-107 ] rap rapper rappest 1992-1999 1999
1. Hange(BANANA ICE)
2. 酔っぱらってホテルでH  (BANANA ICE)
3. 結婚しないシンドローム (MOTOMNY/Hit'C)
4. SISTA PANTS (BANANA ICE)
5. ビックリ！あべさん  (BANANA ICE)
6. Hungry Dance (BANANA ICE)
7. Downtown Party (MOTOMNY/Hit'C)
8. BODYCOM (MOTOMNY/Hit'C)
9. ワタシミラレテンダ  (BANANA ICE)
10. パリッ！とオバさん  (BANANA ICE)
11. 恋した彼女は霊感師  (BANANA ICE)
12. グリグリおじさん (BANANA ICE)
13. 男と女はアカの他人(MOTOMNY/Hit'C)
14. はめられた  (BANANA ICE)
15. Country Boy (BANANA ICE)
16. 牡丹橋 (BANANA ICE)
17. Yubi Ga Tsutta from A Battle Beat Joint  (BANANA ICE)
18. 勝手にHappy Birthday (MOTOMNY/Hit'C)

[ TSR-108 ] 青春時代Ⅱ 2000
1. ビールがお好きⅡ feat.Como-Lee（original downtown mix）
2. 青春時代Ⅱfeat.Como-Lee（za downtown funk master mix）
3. キャッチャーめん（original downtown mix）
4. 牡丹橋（za downtown club remix）
5. ビールがお好きⅡfeat.Como-Lee（rapp attack）
6. 青春時代Ⅱfeat.Como-Lee（original downtown mix）
7. キャッチャーめん（downtown karaoke）
8. 牡丹橋（za downtown club remix instrumental）
9. ビールがお好きⅡfeat.Como-Lee（original downtown instrumetal）
10. 青春時代Ⅱfeat.Como-Lee（original downtown instrumental）
11. 青春時代Ⅱfeat.Como-Lee（za downtown funk master mix instrumental）

All songs composed by BANANA ICE
[ TSR-109 ] 友〜Oh! One Night 2003
1. 友～Oh! One Night feat.Lil.Goldwell（Original downtown mix）
2. 友～Oh! One Night feat.Lil.Goldwell（Instrumental mix）
3. 友～Oh! One Night feat.Lil.Goldwell（Vocarapattack mix）
4. 寝屁（Original downtown mix）
5. 寝屁（Instrumental mix）

All songs composed by BANANA ICE
[ TSR-110 ] No Radio No Sell Out 2005
Radio Downtown 96.5 FM feat.DJ Jimmy Hatt
1. DJ Jimmy Hatt wakes up !
2. attack in the morning
3. New Jersey
4. Downtown Party
5. Monja Ⅱ feat. Bananavender & the Jungle Five
6. Bodycom
7. 結婚しないシンドローム
8. 勝手にHappy Birthday
9. attack in the morning pt.2 feat.Mr.Hanggy
10. Christmas For You
11. 酔っぱらってホテルでH
12. 酔っぱらってホテルでMOMBO!
13. パリッ！とオバさん
14. attack in the afternoon pt.1 feat.Eric Right
15. グリグリおじさん
16. Country Boy
17. 牡丹橋
18. 恋した彼女は霊感師
19. 加藤君はいいかげん
20. attack in the afternoon pt.2 feat.Mr.Rubin and Eric Right
21. Sista Pants
22. はめられた
23. オマエ言えよ！
24. 東京地盤沈下
25. attack for the battle beat feat.Mr Hanggy
26. Woo Hey feat. Midori
27. Yubi Ga Tsutta
28. 青春時代Ⅱ feat.Como-Lee
29. attack in the evening pt.1
30. きになりだしたらとまらない
31. attack in the evening pt.2
32. ビールがお好きⅡ feat.Como-Lee
33. 仕事やりたくない
34. attack in the midnight
35. 寝屁
36. No Message
37. 友～Oh! One Night feat.Lil' Goldwell

[ TSR-111 ] Ol Skool Jam 2008
1. EXO
2. ジャンル分け
3. 青春時代Ⅱfeat.Como-Lee
4. 友～Oh! One Night feat.Lil'Goldwell
5. NEW JERSEY II
6. 土の中の一生
7. ビールがお好きIIfeat.Como-Lee
8. あなた残り香 feat. Kao
9. 外人ばなれ
10. 返して...ぼくのバッグ
11. キャッチャー面
12. 寝屁
13. オマエ言えよ!
14. 加藤君はいいかげん

All songs composed by BANANA ICE
[ TSR-112 ] Life Is Hell 2013
1. Life Is Hell（Inflation）
2. Life Is Hell（Deflation）
3. Life Is Hell（Praying 2 the Gods）
4. A Se Mo（Next Summer）
5. A Se Mo (Last Summer）
6. Life Is Hell（Inflation Without A Leader）
7. Life Is Hell（Deflation Without A Leader）
8. Life Is Hell（Instrumental Praying 2 the Gods）
9. A Se Mo（Instrumental Next Summer）
10. A Se Mo（Instrumental Last Summer）

All songs composed by BANANA ICE
Digital Service
[ TSR-113 ] 逆効果 2019
- 逆効果(original downtown mix)
- 逆効果 (downtown karaoke)
- 逆効果 (instrumental mix)
- Can't Say Goodbye (original downtown mix)
- Can't Say Goodbye (downtown karaoke)
- Can't Say Goodbye (instrumental mix)

All songs composed by BANANA ICE

[ TSR-114 ] Happy Walking 2021
- Happy Walking - original downtown mix
- Happy Walking - downtown karaoke mix
- Happy Walking - instrumental mix
- とんだ!パンデミック - original downtown mix
- とんだ!パンデミック - downtown karaoke mix
- とんだ!パンデミック - instrumental mix

All songs composed by BANANA ICE
Limited Cassette Tape
[ 結成30周年記念ソング ] 2021
Lifetime（Hit'C/MOTOMY）

## メンバー
BANANA ICE/MOTOMY（工藤玄実）
- ユニットの中心人物。SHIBAURA RECORDS代表。アニメ『ドンキーコング』ではファンキーコング役で、劇場版『とっとこハム太郎』シリーズではDJハム役で声優を務めた。
- 『天才ビットくん』の企画で結成されたバンドThe Bittlesのプロデュースを岡田徹と共に手がけSCSCZIPS（スカスカジップス）としてPlayStation クラッシュバンディクーのテーマ曲を歌唱。

- 声優の水島裕とBANANA★YUとして「外郎売り」ラップ・バージョンを発表した。

- NHK『にほんごであそぼ』の作曲を手掛けている。

- 多数アーティストに作詞、作曲、編曲、リミックス提供している。（以下参照）

Hit’C（宮田人司）
- 結成オリジナル・メンバー。デビュー・アルバムでトラックメイキング、作曲を担当。

## 提供作品
ICE BOX BABY
- 「Hutoccho Mama」（作詞・作曲・編曲）

赤坂晃
- 「7am」（RAP・RAP詞）

Earth
- 「Is This Love」（リミックス）

穴井夕子
- 「Heaven2」（リミックス・共編曲）

amica
- 「Hello Hello」（RAP・RAP詞）

有川周一
- 「有川君の絶叫」（作曲・編曲）
- 「有川君ってなさけない」（作曲・編曲）
- 「有川君の絶叫ってなさけない」（作曲・編曲）

アルメリア
- 「軌道」（作詞）
- 「Hottie Vibration」（作詞・作曲）
- 「エクレア」（作詞）

Aloha★smAsh
- 「Summer Time Memory」（作詞・リミックス）

石井ゆき
- 「プラチナ・ラブ」（リミックス）

w-inds.
- 「Forever Memories」（リミックス）
- 「Feel The Fate」（リミックス）
- 「Paradox」（リミックス）
- 「2002 live tour オープニングテーマ」（作曲・編曲）
- 「You Can Get My Love」（編曲）
- 「Fever」（編曲）
- 「Baby Maybe」（編曲）
- 「Somehow」（編曲）
- 「Close To You」（編曲）

Aliens Are...
- 「Jump」（RAP・RAP詞）

ENNA
- 「みえるの歌」（作曲・編曲・ドラムス）

おはぐみ
- 「サヨナラのかわりに」（作詞・作曲・編曲）

おはガール チュ！チュ！チュ！
- 「サヨナラのかわりに2014」（作詞・作曲）

影山ヒロノブ
- 「Do! Challenge」（作曲・編曲・RAP詞）
- 「なぜのちから」（編曲）

カントリー娘。
- 「モーニング牛乳」（編曲・RAP詞）

木村至信BAND
- 「Bitter&Sweet〜肉肉野菜の法則」（RAP）
- 「MONDAY DRIVE 」（djembe）

窪田宏
- 「Feel Like Makin' Love」（RAP・RAP詞）

栗原玲子
- 「そっとFriday Night」（作詞・作曲・編曲）

クルマニオン人 for のりものスタジオ
- 「くるまにあっく」（作詞・作曲・編曲・RAP）

黒川芽以
- 「シアワセがふえるより哀しみをへらしたい」（共作詞・作曲・編曲・ドラムス）
- 「笑顔の人」（編曲）
- 「なんにもない」（編曲）

Closet Freak
- 「愛だと思うぜ」（作曲・編曲）

仔牛〜ズ
- 「ウソでしょ!?」（RAP詞）

ゴスペラーズ
- 「Voices」（編曲）
- 「Air Mail」（編曲・Talk Box）
- 「Join 2 Joys」（編曲）
- 「渇き」（共作編曲）
- 「Boo〜おなかが空くほど笑いたい」（編曲・RAP）
- 「Love Machine」（リズムアレンジ）
- 「恋のプールサイド」（作詞）
- 「イントロ'95」（リズムアレンジ）
- 「インター'95」（リズムアレンジ）
- 「イントロ'96」（リズムアレンジ）

Cocod'Or
- 「Easy」（HBB）

ココナッツ娘。
- 「Summer Night Town」（編曲）

小島よしお
- 「コジマトペ体操」（作曲・編曲）

KONISHIKIKMS
- 「Big Birth 〜 ありがとうようこそ」（共作曲・編曲）
- 「Love Makes Your Smile」（共作曲・編曲）
- 「みんなのみなぞう」新江ノ島水族館イメージソング（作曲・編曲）
- 「ありがとう〜Thank Your Kindness」（作詞・作曲・編曲）
- 「力」（作詞・作曲・編曲）
- 「オレンジ」（作曲・編曲）
- 「Precious Time」（作曲・編曲）
- 「Wine Light」（作詞・作曲・編曲）
- 「プレゼント」（編曲）
- 「飛行機雲の向こう側で」（作詞・作曲・編曲）
- 「Sumo Gangster〜理由なき反感」（作詞・作曲・編曲）
- 「Hello Hello」for キッズステーション（作曲・編曲）
- 「Come Join Us」for キッズステーション（作曲・編曲）
- 「Happy Weekend」（作詞・作曲・編曲）
- 「いっしょに歩こう 〜 Walking Into Sunshine」『劇場版ドラえもん』主題歌（作詞・作曲・編曲）
- 「ひとりじゃない 〜 I'll Be There」『劇場版ドラえもん』挿入歌（作詞・作曲）

小林幸恵
- 「Thank You」（作詞・作曲）

小林登美子
- 「メンソール」（RAP）

SAKI
- 「お嫁に行きたい〜ひらき直りも芸のうち」（作詞・作曲・編曲）
- 「酔っぱらってホテルでH」（作詞・作曲・編曲）

笹本安詞
- 「Hot City」（作詞・編曲）

CX Soccer Madness
- 「Hey Baby」（編曲）

J.J.R.
- 「神様お願い」（編曲）

しず風&絆〜KIZUNA〜
- 「Oo.しず風にのって.oO」（作詞・作曲・編曲）
- 「Yellow Fxxkin' Idol?」（編曲）

Jungle Five
- 「Monster Mashfeat KAM」（作曲・編曲）
- 「Come Dance Along」（共作編曲）
- 「Street Hoopers」（作曲・編曲）
- 「Make It Funke」（作曲・編曲）
- 「Street1-21-1」（作曲・編曲）

小女子十二楽坊
- 「サヨナラのかわりに」（作曲）

新・チロリン
- 「Please」（作詞）
- 「ハルおどる」（作詞）

睡蓮香
- 「月下睡蓮」（編曲）

すかすかじっぷす
- 「赤と白のブルー」（作詞・リズムアレンジ）
- 「クラッシュ万事休す」（共作詞・RAP）
- 「クラッシュ・アラウンド・ザ・ワールド」（共作詞）
- 「クラッシュのモテモテ・ロック」（共作詞）
- 「アクアクのジャングル・エキゾチカ」（共作詞）
- 「コルテックスの世界征服マーチ」（作詞）

STEEL
- 「Calling you」（編曲）

SPEED
- 「Steady」（リミックス）
- 「All My True Love」（リミックス）

smAsh
- 「Still Dreaming?」（編曲）

SAY'S
- 「Happy Road」（作詞）
- 「We Are The Champ」（RAP詞）
- 「眠らない夜」（作詞）

Section-S
- 「Love Is No Rule」（編曲）

Z-1
- 「Vibe!」（作詞・リズムアレンジ・リミックス・RAP）
- 「スマートな恋じゃつまらない」（作詞・リズムアレンジ）
- 「風にふかれて」（作詞・リズムアレンジ）
- 「You Your You」（作詞・リズムアレンジ）

Selfish
- 「ナガイものに巻かれてちゃマガイものに化かされる」（作詞・RAP）

SOFFet
- 「ファンファン大佐2世」（RAP）

太陽とシスコムーン
- 「月と太陽」（リズムアレンジ）
- 「Get On My Love」（リズムアレンジ）
- 「丸い太陽」（リズムアレンジ）
- 「Hey You」（編曲）

Taupou
- 「Kimi E」（作曲）

髙橋真梨子
- 「ごめんね...」（リミックス）

高橋洋子
- 「太陽に抱かれて(live)」（RAP）

田中理恵
- 「やさしい時間の中に」（作詞）

DANNY
- 「TOKYO」（日本語詞）

DANCE★MAN
- 「シュワッチ・マインド」（RAP・RAP詞）

チャレンジステーション
- 「ラップであいさつSong!」（RAP）

Chie
- 「Morning Blue」（RAP）

Chieri
- 「Sign」（Talk Box）

Choi★smA
- 「Story」（作曲・編曲）

東京パフォーマンスドール
- 「マリオネット」（作曲・編曲）
- 「ひらき直りも芸のうち」（作詞・作曲・編曲）
- 「Won't Be Wrong(cover live version)」（編曲）
- 「Chisa Chisa(live version」（作曲・編曲）
- 「That's The Way Love Goes（live version)」（編曲）
- 「Sanctuary〜淋しいだけじゃない」（リミックス）

TPD DASH
- 「NAI」（作詞・作曲・編曲）
- 「あなたはデブでもいい人だから」（作詞・作曲・編曲）
- 「クラクション」（作曲・編曲）

ツインビーPARADISE
- 「ツインビーDANCEヤッホー!」（作曲・編曲）

Dangerous Curves
- 「Watch Out Red Car」（作詞・編曲・RAP）

TOKIO
- 「ボクの未来」（作曲）

東京プリン
- 「バブル・アゲイン」（RAP・RAP詞）

とっても!ラッキーマン
- 「ラッキーマン・ラップ」（作詞・作曲・編曲・RAP）

劇場版とっとこ!ハム太郎
- 「ハムハムランド大冒険」（RAP・CV）
- 「オーロラ谷の奇跡」（RAP・CV）
- 「ハム太郎とふしぎのオニの絵本塔」（RAP・CV）
- 「幻のプリンセス」（RAP・CV）

D-Bag
- 「The Brightest Day Forever」（作詞・編曲）

Dir en Grey
- 「羅殺国」（リミックス）

dps
- 「O! O! Exta Si」（作詞）
- 「Good-bye My Love」（作詞）
- 「Ring My Bell」（作詞）
- 「G Rettai」（作詞）
- 「Free」（作詞）
- 「No More Step Back In Time」（作詞）
- 「ヨクボウノカタチ」（作詞）
- 「Back&Forth」（作詞）

アニメドンキーコング
ドンキー＆ディディー
- 「明日になったら…」（作詞・作曲・編曲・RAP・CV）

キャンディー&ディクシー
- 「Daisuki★愛Land」（作詞・作曲・編曲）

KONG SHOW（ドンキーコング、ブラスターコング、ファンキーコング）
- 「Mo ii Yo」（作詞・作曲・編曲・RAP）

中嶋美智代
- 「Come Naturally」（作詞）

中西圭三
- 「Midnight Call(remix)」（RAP）
- 「愛はいま」（リズムアレンジ）
- 「Native」（RAP詞）
- 「Another World」（リズムアレンジ・RAP詞）
- 「Loose End〜闇を照らす朝」（共作詞）
- 「Woman feat.Heartsdales」（編曲）
- 「迷宮の楽園」（Vocorder）

nAo
- 「十六夜うさぎ」（作詞）
- 「雨上がりに帰ろう」（作曲・djembe）

にほんごであそぼ
- 「私と小鳥と鈴と」（作曲・編曲・djembe）
- 「春眠」（作曲・編曲・djembe）
- 「どすこい！すもうの決まり手」（作曲・編曲）
- 「どすこい！すもうの決まり手2」（作曲・編曲）
- 「月のうた」（作曲・編曲・djembe）
- 「祇園精舎」（作曲・編曲・djembe）
- 「銀河鉄道の夜」（作曲・編曲・djembe）
- 「うみたまふ」（作曲・編曲・djembe）
- 「小さき者へ」（作曲・編曲・djembe）
- 「そうとう本気の助数詞マンボ」（作曲・編曲）
- 「やまなし」（作曲・編曲）
- 「らららのら」（作曲・編曲）
- 「ことわざしりとり」（作曲・編曲）
- 「なぞなぞなーに」（作曲・編曲）
- 「山のあなた」（作曲・編曲）
- 「竹」（作曲・編曲）
- 「つれづれなるままに」（作曲・編曲）
- 「藤村の前髪」（作曲・編曲）
- 「一茶の雀」（作曲・編曲）
- 「はるはあけぼの」（作曲・編曲）
- 「まくらことば」（作曲・編曲）
- 「ひとみごろ」（作曲・編曲）
- 「諭吉の学問」（作曲・編曲）
- 「吾十有五にして...」（作曲・編曲・djembe）
- 「まくらのそうし」（作曲・編曲）
- 「じゅうにかげつ」（作曲・編曲・djembe）
- 「えそらごと」（作曲・編曲・djembe）
- 「もしゃしゃ2014」（編曲）
- 「諸行無常戦隊ギオンショウジャー」（作曲・編曲）

日本体育大学体育研究発表実演会フィナーレ・ソング
- 「Winners〜共に生きて行こう」（作詞・作曲・編曲・RAP）

NOBU CAINE
- 「Oh! Yah! Gee!」（作詞・RAP）

のりもの王国
- 「のりものいいな」for ブーブーカンカン（作詞・作曲・編曲・RAP）

nonSectRadicals
- 「萌黄のトンカカ」（リミックス）

八反安未果
- 「Check My sign」（リミックス）

パト・バントン
- 「Baby Come BackPiston Nishizawa Remix」（RAP・RAP詞）

The Battle Beatz
- 「Shake Your Pants」（作詞・共作曲・RAP）
- 「It's Party Time」（作詞・共作曲・RAP）
- 「Noconoco High」（作詞・共作曲・RAP）

BANANA★YU
- 「うゐろう売り」（RAP詞・作曲・編曲）

バーニー&フレンズ
- 「ま・た・あ・そ・ぼ」（作詞・作曲・編曲）

PAMELAH
- 「涙」（リミックス）
- 「Individualism」（リミックス）

原久美
- 「リオ・デ・ジャネイロ」（RAP・RAP詞）

Hanna Barbera
- 「Hanna JamWe Love Hanna Barbera」（作詞・作曲・編曲・RAP）

光GENJI
- 「Groovin' Night」（RAP・RAP詞）
- 「Koolじゃ待てない」（作詞・作曲・編曲）
- 「急がなきゃ食べられちゃう」（共作詞）
- 「Wai Wai Holiday」（作詞）
- 「氷が溶けて血に変わるまで」（作詞）
- 「Jack My Dream」（作詞）
- 「Everday Summer Dayz」（作詞・作曲・編曲）
- 「真夏の夜の夢」（RAP・RAP詞）
- 「2・5・７」（RAP詞）

ビットルズ
- 「Glory Days」（共作詞）
- 「7daysよわむし」（共作詞）
- 「大好きだから」（共作詞）
- 「ア・イ・ツ」（共作詞）
- 「ハートビート・マーチ」（共作詞）
- 「がむしゃらで行こう!」（共作詞）
- 「君とのキオク」（共作詞）
- 「Rolling Star」（共作詞）

PINO
- 「Satisfaction」（リミックス・Talk Box）

HYANGHA
- 「Where U Are」（共作詞・作曲・編曲）
- 「夢のはじまり〜Learn To Breathe」（共作詞・作曲・編曲）
- 「雪の羽」（作曲・編曲）
- 「最後のKiss」（共作編曲）
- 「エジャハナ」（作曲・編曲）
- 「Where U Are」（共作詞・作曲・編曲）
- 「Play Back Part2」（編曲）

Pure Boys
- 「乾杯ジュテーム」（作詞）
- 「One Kiss〜明日は今日よりキミが好き」（作詞・作曲・編曲）
- 「PREGO!」（作詞・作曲・編曲）

ピンク・レディーX
- 「Handy Girl〜孤独なうさぎ」（RAP）

ピンポンズ
- 「Everbody TAKKYU Dayz」（作詞・RAP）

ファットマンブラザーズ
- 「Class Of 1987」（作曲・編曲）
- 「下を向いててもとりあえず歩こう」（作曲・編曲）
- 「Karinine」（RAP詞）
- 「Fatman」（RAP詞）
- 「Killing Dance」（RAP詞）

Folder
- 「Fire Fire」（RAP詞）
- 「ジャカジャカジャンケンポン」（RAP詞）
- 「Celebrate」（RAP詞）

V6
- 「Jungle Party Night」（作詞）
- 「太陽のあたる場所」（作詞・共作曲・編曲）

20th Century
- 「Going Back 2 R.E.A.L」（作詞）
- 「Knock Me real」（RAP詞）

風男塾
- 「キミのものがたり」（RAP詞）

ブラックビスケッツ
- 「リラックス」（RAP詞）

flangia
- 「I Want You Back」（編曲）
- 「Really Into You」（編曲）
- 「キャロル・オブ・ザ・ベルズ」（編曲）
- 「風をあつめて」（編曲）
- 「Sir Duke」（編曲）
- 「Always Be My Baby」（編曲）
- 「君の瞳に恋してる」（リミックス）
- 「世界に一つだけの花」（編曲・リミックス）

FLAME
- 「ムネノコドウ」（編曲）
- 「Bye My Love」（編曲）
- 「未来へGo!」（編曲）
- 「What Can I Do」（編曲）
- 「Take Me」（編曲）
- 「Truly」（編曲）
- 「Go The Way」（編曲）

ブーバ先生
- 「ブーバ先生」主題歌（作詞・作曲・編曲・RAP）

ヘンリーバンド
- 「タチツテト手を」（編曲・リミックス・RAP）
- 「Another Tomorrow」（作詞・RAP）
- 「Zettai」（RAP・RAP詞）
- 「Bang Bang」（作詞・RAP）
- 「O.Y.A.G」（作詞・共作曲）

穂川果音
- 「Hawa Hawa Typhoon」（作曲・編曲）

星井七瀬
- 「ガラスのくつ」（リミックス）

Maki Miki Coyote
- 「夜歩く」（RAP詞）

真島茂樹
- 「宝島伝説〜ワクワク❤︎愛の伝道師」（作詞）

Mad Kitchen
- 「Hong Kong Type B」（RAP・RAP詞）

mama-Dee
- 「やっとかめ探偵団のテーマ」」（作曲・編曲）
- 「渚のシンドバッド」（編曲・RAP詞・RAP・Talk Box）

まんたんシスターズ
- 「すてきな地方 Lucky Happy 玉の輿」（RAP詞）
- 「クリスマスなんかいいみたい」（RAP詞）

Midori
- 「Woo Hey」（編曲）
- 「Fo The Love Of You」（編曲）

南青山少女歌劇団
- 「それでも毎日レッスンレッスン」（RAP詞）

MIU
- 「Time Goes By」（編曲）

三好史
- 「大正ペースの生活、乱されながら」（djmebe）
- 「刻印の音楽」（djmebe）
- 「おやすみバイバイ」（djmebe）
- 「それゆけ!ボーカルジャー!」（djmebe）

MEGUMI
- 「まもってアゲル」（作詞）
- 「キライキライ〜Hit da skin」（作詞）
- 「My Style」（作詞）
- 「No Limit」（作詞）

メタクソ団
- 「我らが栄光のメタクソ団」（作曲・編曲・RAP）

モーニング娘。
- 「忘れらんない」（リズムアレンジ）
- 「サヨナラのかわりに」（作詞・作曲）

ヤッホー!
- 「朝からテキーラ」（RAP・RAP詞）

ya-toi
- 「nothig new under the sky」（作詞）

山寺宏一
- 「ウタウ」（RAP・RAP詞）

山口美沙
- 「Magical Dice Kids」（作詞・作曲・編曲・RAP）

悠久All Star Project
- 「Glory Days」（編曲・RAP詞）

夢本エレナ
- 「We Wish」（編曲）

Lil'Goldwell
- 「Melody Fair」（編曲）
- 「For The Peace Of All Mankind」（編曲）
- 「Glory Of Love」（作曲・編曲）
- 「Detroit Rock City」（編曲）
- 「Ai No Corrida」（編曲）
- 「If I Fell」（編曲）
- 「Don't Be Afraid」（編曲）
- 「Raindrops Keep Fallin' On My Head」（編曲）
- 「Bye Bye Baby」（編曲）
- 「Sesame Street」（編曲）
- 「Clair」（編曲）
- 「Groovin'」（編曲）
- 「じゃあね」（編曲）
- 「およげ！たいやきくん」（編曲）
- 「帰って来たヨッパライ」（編曲・RAP）
- 「勝手にしやがれ」（編曲）

RIN
- 「Let's Get Together〜許されぬ愛だけを」（作詞）

ロコガール
- 「Booty Booty 〜 second birthday」（共作詞）

六九家裕光
- 「お江戸」（作詞・RAP）

和田アキ子
- 「旅立ちのうた」（作詞・作曲）
- 「愛のためだけに」（編曲）

## 舞台
- 『Heart Of Gold～百年の孤独』（パパタラフマラ）
- 『シンデレラ』音楽担当（パパタラフマラ）
- 『注文の多い料理店』（小池博史ブリッジプロジェクト）
- 『風の又三郎』（小池博史ブリッジプロジェクト）
- 『世界会議』（小池博史ブリッジプロジェクト）
- 『2030世界漂流』（小池博史ブリッジプロジェクト）
- 『新・伝統舞踊劇 幻祭前夜〜マハーバーラタより』（小池博史ブリッジプロジェクト）
- 音楽劇「SAKURA GAWA バガボンド」（小池博史ブリッジプロジェクト）
- 「夢七夜〜ビーマとドラウパディの夢」（小池博史ブリッジプロジェクト）
- 「Milky Way Train」（小池博史ブリッジプロジェクト）
- 「ふたつのE」（小池博史ブリッジプロジェクト）
- 「完全版マハーバーラタ」（小池博史ブリッジプロジェクト）
- 「幻の光」（小池博史ブリッジプロジェクト）
- 「ことひらアートサーカス〜無重力カルテット」（瀬戸内サーカスファクトリー）
- 「またここで会いましょう」（野生の島人/小池博史ブリッジプロジェクト）
- 「WE - 入口と世界の出口」（小池博史ブリッジプロジェクト）
- Tokyo Art Farm（博報堂）
- 「幻の光　138億光年のBABY」（小池博史ブリッジプロジェクト）
- 「Breath Triple」（小池博史ブリッジプロジェクト）
- 「メディアマシーン」（ライフアートユニオン）
- 「ゼロのサーカス」（小池博史ブリッジプロジェクト）

## List

### アルバム

#### SHIBAURA RECORDS
- RAPP!!
- パリッ！とオバさん
- グリグリおじさん
- 牡丹橋
- SISTA PANTS
- 東京地盤沈下
- HANGE
- rap rapper rappest92-99
- 青春時代
- 友～Oh! One Night
- No Radio No Sell
- A Battle Beat Joint
- Ol' Skool Jam
- Life Is Hell

#### 配信のみ
- 逆効果/Can’t Say Goodbye
- Happy Walking / とんだ！パンデミック
- Lifetime（結成30周年記念ソング）カセットテープ/無料配信

#### 笹本安詞≒下町兄弟
- まね+まね=まね
- First Love
- 短い夏の長い放課
- ミモザの咲く頃2001

#### Yo!suke Ito vs. 下町兄弟
- 渋滞
- もんじゃ焼きvs.お好み焼き
- 本音と建前
- ビールvs.ウーロン茶

#### その他 下町兄弟としての作品
- War! War! Stop It『ビーストウォーズ 超生命体トランスフォーマー』主題歌

C/w Can We Play Off
- 恋してみつけて玉の輿『空飛ぶペンギン』サントラ
- それ行け!タコ少女『戦慄！タコ少女』サントラ
- Do Za Right Thing『ブラックジャックによろしく』挿入歌
- Underground『バスカッシュ』挿入歌
- 酔っぱらってホテルでH『Best Of Japanese Hip Hop』『カスタムカー・サウンド・トラックス』収録
- わりおまなんて嫌い 『カスタムカー・サウンド・トラックス』収録
- グレン・パーティ〜愚連集会『nippon-no-hiphopmania』ヒプマニクルー